# Pristimantis conspicillatus
Pristimantis conspicillatus là một loài động vật lưỡng cư trong họ Strabomantidae, thuộc bộ Anura. Loài này được Günther mô tả khoa học đầu tiên năm 1858.
Nó được tìm thấy ở Brasil, Colombia, Ecuador, và Peru. Môi trường sống tự nhiên của nó là các khu rừng đất thấp ẩm nhiệt đới và cận nhiệt đới.